# 마이크로소프트 스토어
마이크로소프트 스토어(영어: Microsoft Store)는 윈도우 8, 윈도우 8.1, 윈도우 10, 윈도우 11의 메트로 스타일 앱들을 위한 디지털 유통 플랫폼이다. 윈도우 스토어는 개발자가 데스크톱 앱 또한 광고할 수 있다. $1.49에서 $999.99까지의 유료 앱 또는 무료 앱을 지원한다. 무료 평가판도 등록 할 수 있도록 되어있다. 윈도우 스토어는 2012년 2월 29일, 윈도우 8 소비자 프리뷰의 출시와 동시에 제공되었다.
윈도우 10의 스토어는 윈도우 8.1의 스토어에서 업그레이드된 버전이 제공된다.
그리고 윈도우 11의 스토어에 아마존 앱스토어 연결이 확정되면서 안드로이드 앱 수용하기로 결정지었다. 더불어 패키징되지 않은 exe, msi 실행파일이 있는 Win32 소프트웨어 마저 등록이 가능해지고, 프로그레시브 웹 앱도 수용하게 되고 수수료도 15%로 하향하게 되었다. 또한 게임이 아닌 앱에는 자체 인앱 결제도 허용하고, 자체 결제 시스템을 운용할 경우엔 수수료를 받지 않는다고 한다.
윈도우 스토어는 사용자에게 메트로 스타일의 앱을 배포할 수 있는 유일한 수단이 될 것이라고 했다; 공식적인 이유는 MS가 보안 취약성과 악성 코드에 대한 앱을 검열할 수 있도록 하기 위함이다.(단, 소비자 미리보기 버전에서는 개발자 등록을 하고 나면, 메트로 스타일의 프로그램을 다른 곳에서 다운로드 받아 설치할 수 있다.) 윈도우 스토어 앱 매출의 30%를 가져간다. 만약 프로그램의 매출이 $25,000가 넘어가면, 20%로 줄어든다. 제 3자의 거래 또한 허락되는데 이 경우로 MS에서 따로 수익을 얻지는 않는다. 개인 개발자는 $49에 개발자 등록을 할 수 있고, 기업 개발자는 $99에 등록할 수 있다.
2012년 11월 23일 기준, 2만 610개의 앱이 윈도우 스토어에 등록되어있다.

## 지원
38개국에서 윈도우 스토어에 앱을 등록할 수 있으며, 앱은 12개의 인증 언어 중 적어도 하나는 지원하는 109개 언어를 지원한다.

## 규제
윈도우 폰(Windows Phone) 마켓과 같이 윈도우 스토어는 마이크로소프트에 의해 규제된다. 신청은 스토어에 등록되기 전에 MS의 승인을 받아야 한다.
다음과 같은 앱은 규제를 받는다:
1. 성인용 콘텐츠를 포함하는 애플리케이션
2. 특정 인종, 민족, 국가, 언어, 종교 또는 다른 집단, 개인의 성별, 연령 등을 옹호, 차별 또는 증오하는 애플리케이션
3. 불법 행위를 포함하는 애플리케이션
4. 비방 또는 협박을 포함하는 애플리케이션
5. 알코올, 담배 제품, 마약이나 무기의 사용을 촉진시키는 애플리케이션
6. 현실 세계에서 사람이나 동물에 대한 무기의 제작이나 사용을 하도록 하는 애플리케이션
7. 과도하게 모욕적인 말을 포함하는 애플리케이션

## 같이 보기
- 메트로 (디자인 언어)